# John Dirks Canada Gairdner Global Health Award
Der John Dirks Canada Gairdner Global Health Award ist ein von der kanadischen Gairdner Foundation jährlich in Toronto vergebener Wissenschaftspreis. Er konnte infolge einer Unterstützung der Gairdner Foundation durch die kanadische Regierung in Höhe von 20 Millionen kanadischen Dollar (CAD) erstmals 2009 vergeben werden.
Der Preis zeichnet medizinische Wissenschaftler aus, deren Leistungen eine erhebliche Verbesserung der Gesundheit in Entwicklungsländern bewirkt haben oder bewirken können. Er ist mit 100.000 CAD dotiert.

## Preisträger
- 2009 Nubia Muñoz
- 2010 Nicholas White
- 2011 Robert E. Black
- 2012 Brian Greenwood
- 2013 King K. Holmes
- 2014 Satoshi Ōmura
- 2015 Peter Piot
- 2016 Anthony Fauci
- 2017 Cesar Victora
- 2018 Alan D. Lopez, Christopher J. L. Murray
- 2019 Vikram Patel
- 2020 Salim S. Abdool Karim, Quarraisha Abdool Karim
- 2021 Yi Guan, Joseph Sriyal Malik Peiris
- 2022 Zulfiqar Bhutta
- 2023 José Belizán
- 2024 Gagandeep Kang
- 2025 André Briend